# باول كولتون
باول كولتون (بالإنجليزية: Paul Colton)‏ هو قسيس أيرلندي، ولد في 13 مارس 1960.